# Wong Tai Sintempel
De Wong Tai Sintempel (IPA: [ wɔːŋ taːi siːn tɛmpəl ]) is een taoïstische tempel die zich richt op de Chinese onsterfelijke Huang Daxian/Wong Tai-Sin (vereenvoudigd Chinees: 黄大仙; traditioneel Chinees: 黃大仙; Mandarijn Pinyin: Huáng Dàxian; Jyutping: wong4 daai6 sin1). Letterlijk betekent de naam "Grote Onsterfelijke Wong". Wong Tai Sin is the goddelijke vorm van de persoon "Wong Cho Ping".
Het tempelcomplex bestaat uit 18.000 m² en is een van de bekendste en populairste Chinese tempels van Hongkong. In deze tempel kan men volgens oud geloof zeer goed je toekomst voorspellen, daarom zeggen ze ook wel "Wat je vraagt, is wat je beantwoord krijgt. "有求必應". Het toekomst voorspellen van K'auw tsiem genoemd in het Standaardkantonees. De Wong Tai Sintempel is gelegen aan de zuidzijde van Lion Rock en ten noorden van Kowloon. In de tempel zijn vele gelukshangers, geluksbrengers, gelukswindmolentjes, pinganfu en andere souvenirs verkrijgbaar.

## Geschiedenis
Begin twintigste eeuw kwam Liang Renyan (梁仁庵) vanuit Qiaoshan in de Chinese provincie Guangdong naar Wan Chai in Hongkong om de leer en toekomstvoorspelling van Huang Daxian te verspreiden. Boven het belangrijkste altaar van de tempel hangt het schilderij van de onsterfelijke, die in 1915 vanuit Kanton werd gehaald. In 1921 werd de tempel verhuisd op aanraden van een medium naar de plaats waar het nu is gevestigd. In datzelfde jaar werd de organisatie Sik Sik Yuen opgericht met als doel het beheer van de tempel.

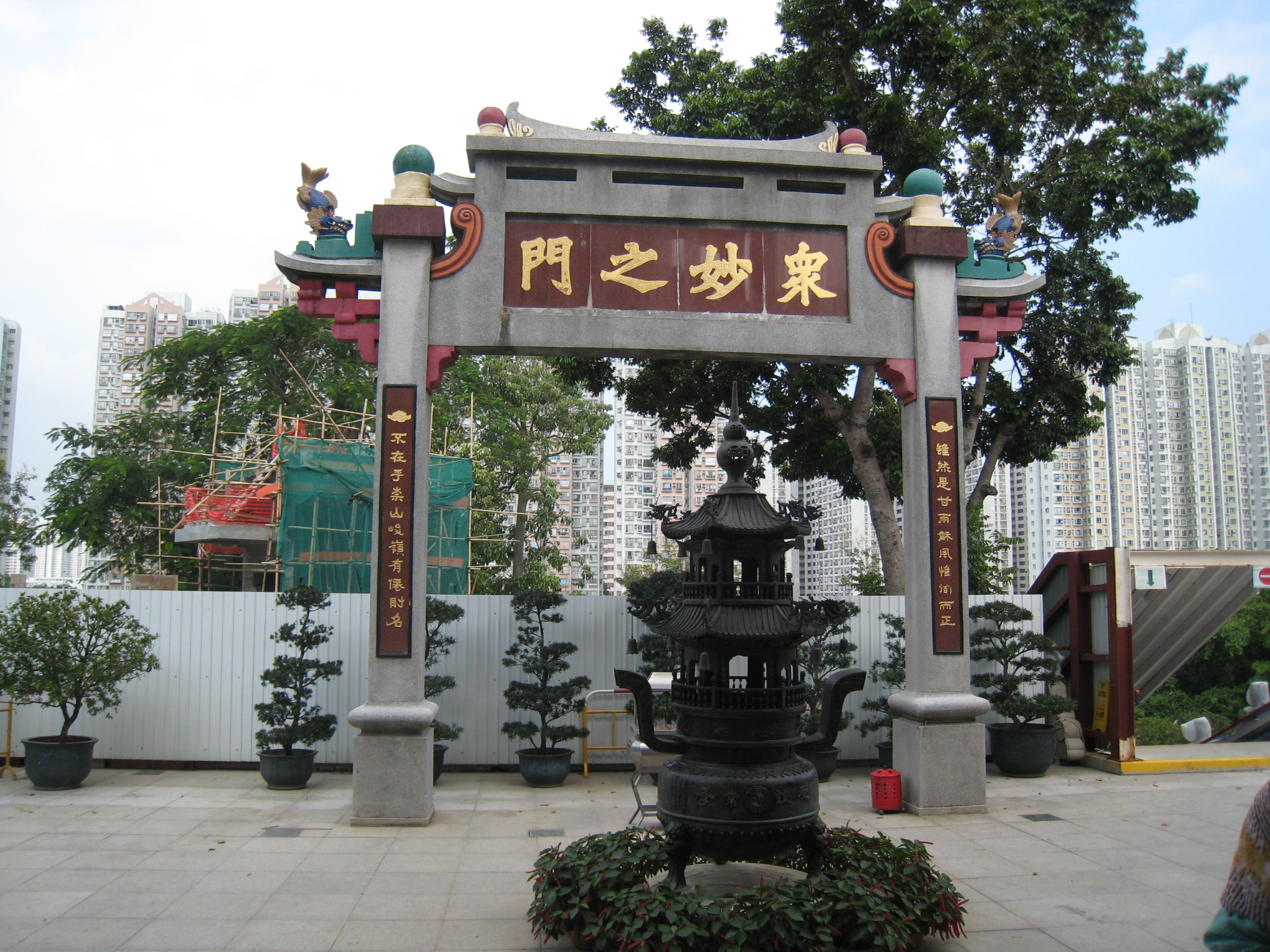
Paifang in het tempelcomplex

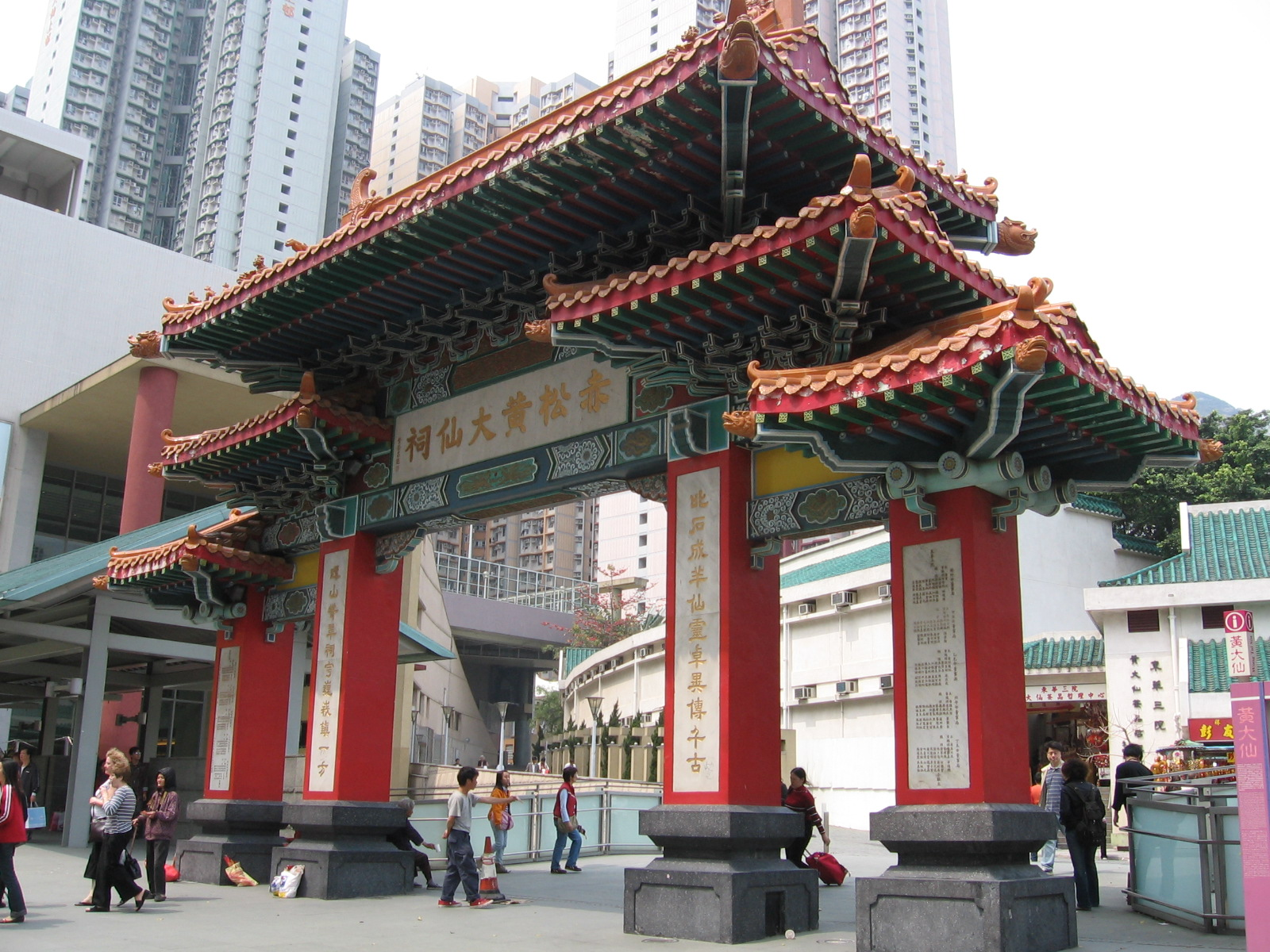
Hoofdpaifang van het tempelcomplex

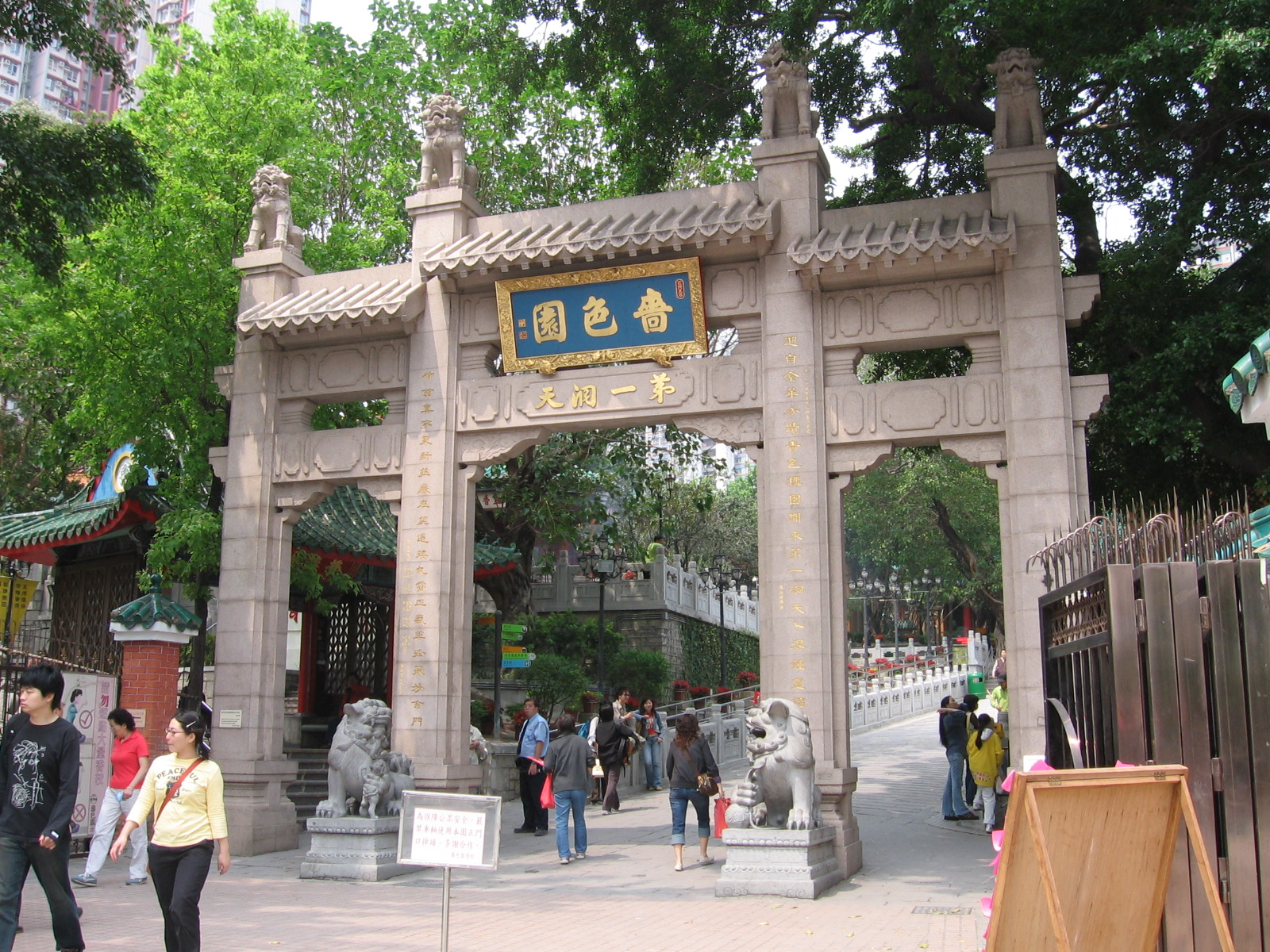
Paifang in het tempelcomplex

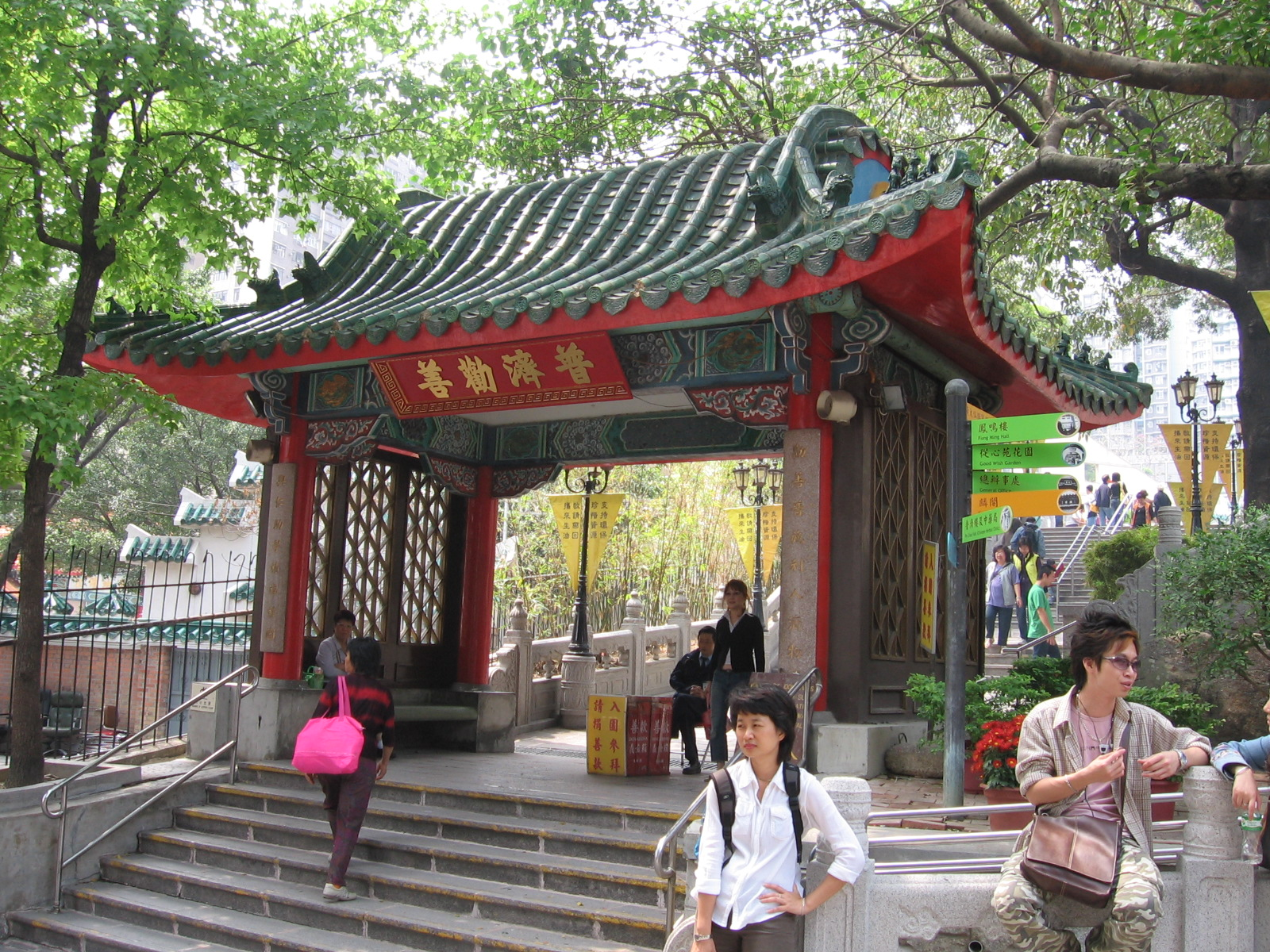
Toegangspoort van de tempel

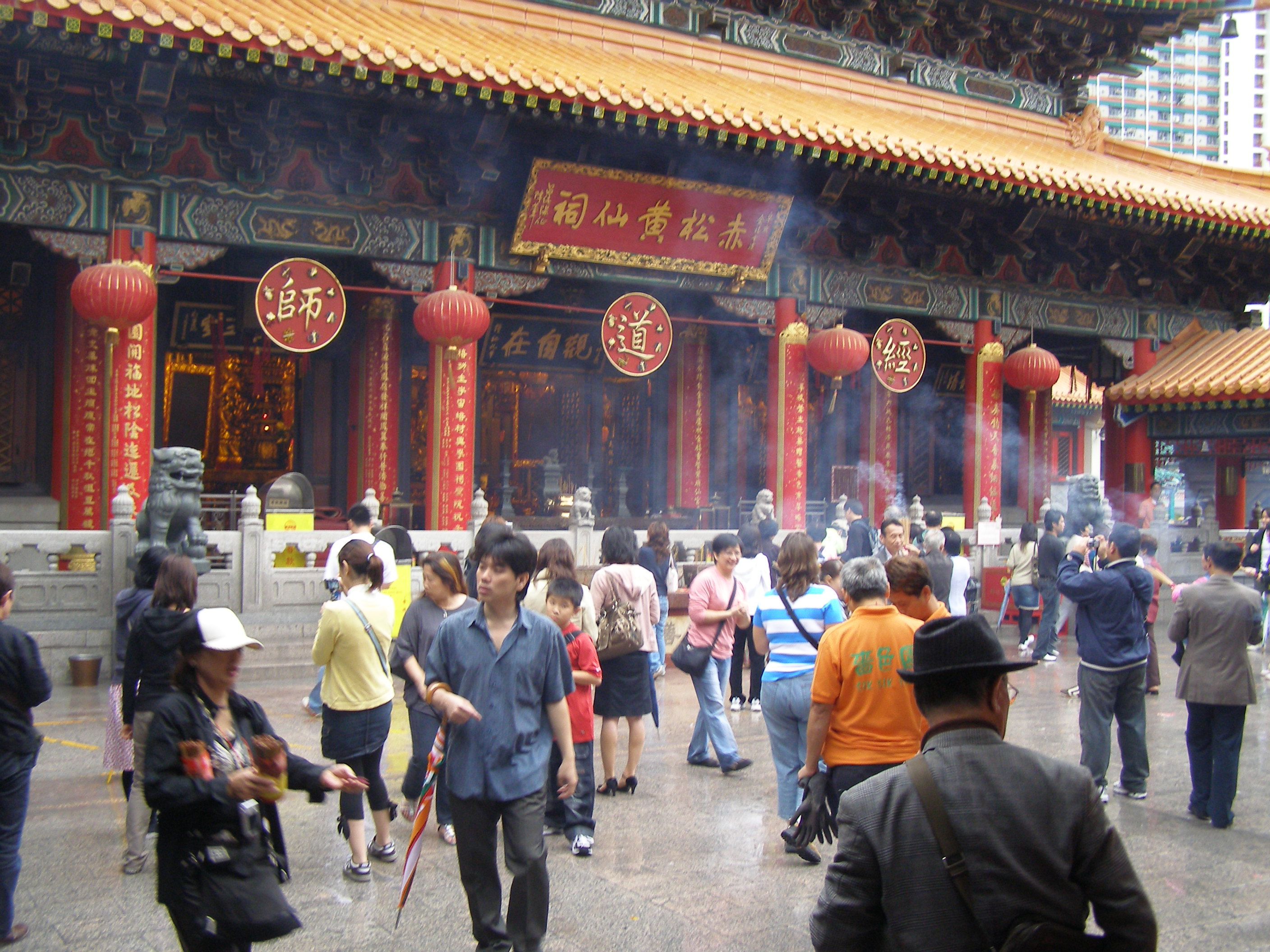
Wong Tai Sintempel

De tempel was tot 1934 alleen toegankelijk voor de "Pu Yi Tan-daoïsten" en hun familieleden. Tijdens de oorlog tegen de Japanners werd de tempel gesloten.
In 1956 eiste de overheid opnieuw dat de tempel een publieke huisvesting zou worden, maar door voorzitter Wong Wan-Tin werd de tempel opnieuw geopend. Er werd toen tien cent voor toegang gevraagd. Het geld ervan werd gedoneerd aan de Tung Wah Group of Hospitals.
Vanwege zijn historische waarden staat de tempel in de lijst van Grade II historic building.

## Faciliteiten
In het tempelcomplex is er de Negen drakenmuur (九龍壁), die de Negen drakenmuur van Beijing weerspiegelt. De Drie heiligenhal (三聖堂) is gemaakt te ere van Lü Dongbin, Guanyin en Guandi. Ook is het portret van Confucius te vinden. De tempel heeft ook een bibliotheek met een collectie van confucianistische, taoïstische en boeddhistische literatuur.